# Chiemgauer Alpen

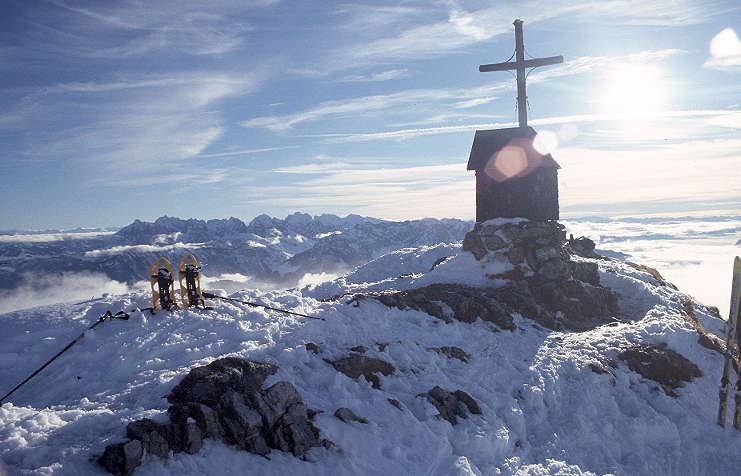
Blick vom Gipfel des Geigelsteins auf das Kaisergebirge

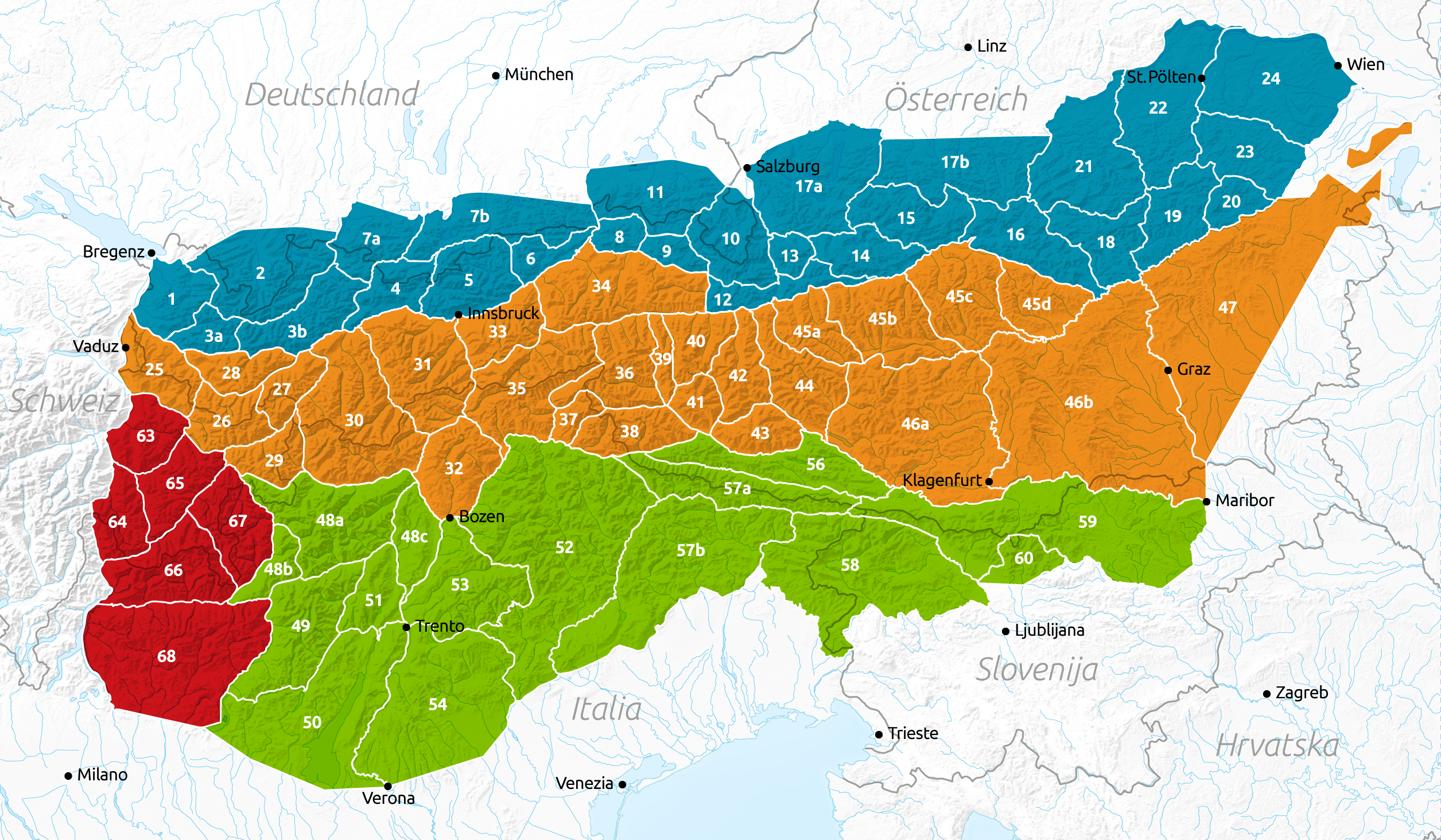
Chiemgauer Alpen =
Nummer 11 auf Karte

Die Chiemgauer Alpen sind eine Gebirgsgruppe der Nördlichen Ostalpen nach der Alpenvereinseinteilung der Ostalpen mit einer Höhe bis 1961 m ü. NHN. Anteil haben Deutschland mit dem Freistaat Bayern und zu einem kleineren Teil auch Österreich mit den Bundesländern Tirol und Salzburg.

## Abgrenzung
Die Chiemgauer Alpen werden begrenzt durch das Alpenvorland von Rosenheim über den Chiemsee – Traunstein – Teisendorf bis Bad Reichenhall – Saalach bis Lofer – Strubtal (Lofer Bach) – Waidring – Griesbach – Erpfendorf – Großache bis Kössen – Weißenbach – Walchsee – Durchholzen – Aschentaler Bach – Jennbach – Inn bis Rosenheim.

## Benachbarte Gebirgsgruppen
Die Chiemgauer Alpen grenzen an die folgenden anderen Gebirgsgruppen der Alpen:
- Berchtesgadener Alpen (im Südosten)
- Loferer und Leoganger Steinberge (im Süden)
- Kaisergebirge (im Südwesten)
- Bayerische Voralpen (im Westen)

Im Norden grenzen die Chiemgauer Alpen an das Alpenvorland.

## Gipfel
Der höchste Gipfel der Chiemgauer Alpen ist das Sonntagshorn (1961 m) an der Grenze zwischen Bayern und Salzburg südlich von Ruhpolding und nördlich von Unken.
Im zentralen Teil zwischen Prien und Traun südlich des Chiemsees erheben sich die touristisch gut erschlossenen Aussichtsgipfel Kampenwand (1669 m), Geigelstein (1813 m), Hochgern (1748 m), Hochfelln (1674 m) und Rauschberg (1645 m). Ganz im Osten der Chiemgauer Alpen, nördlich von Bad Reichenhall, befindet sich der markante Hochstaufen (1771 m), ebenfalls ein beliebter Aussichtsgipfel, der durch einen Felsgrat mit dem etwas höheren Zwiesel (nicht zu verwechseln mit dem gleichnamigen Ort Zwiesel im Bayerischen Wald) und dem Gamsknogel verbunden ist.
Die Gipfelformen sind in der Regel nicht besonders schroff und laden insbesondere zu Wandertouren ein. Allerdings gibt es auch zwei bekannte Kletterberge: die Kampenwand und die Hörndlwand (1684 m). Auch an der Steinplatte (1869 m), in den südlichen Chiemgauer Alpen am Dreiländereck zwischen Bayern, Tirol und Salzburg gelegen, finden sich zahlreiche Kletterrouten. An Bergbahnen gibt es die Hochriesbahn, die Kampenwandbahn, die Hochfellnbahn, die Geigelsteinbahn (außer Betrieb), die Hochplattenbahn sowie die Rauschberg- und Unternbergbahn. Größtes Skigebiet ist das Skigebiet Winklmoos-Steinplatte im bayrisch-tirolerischen Grenzgebiet. Es gibt daneben zahlreiche kleinere Skilifte. Die meisten Gipfel der Chiemgauer Alpen lassen sich im Winter auch mit Schneeschuhen oder mit Tourenskiern besteigen (besonders beliebt sind Spitzstein, Hochgern, Sonntagshorn oder Geigelstein unter anderem).
Die eigenständigsten Berge der Chiemgauer Alpen mit einer Schartenhöhe über 600 Meter sind:
| Bild | Name              | Land            | Höhe   | Schartenhöhe |
| ---- | ----------------- | --------------- | ------ | ------------ |
|      | Sonntagshorn      | Bayern/Salzburg | 1961 m | 1182 m       |
|      | Steinplatte       | Salzburg/Tirol  | 1869 m | 873 m        |
|      | Geigelstein       | Bayern          | 1808 m | 1140 m       |
|      | Staufen (Zwiesel) | Bayern          | 1782 m | 1060 m       |
|      | Dürrnbachhorn     | Bayern/Salzburg | 1776 m | 630 m        |
|      | Hochgern          | Bayern          | 1748 m | 967 m        |
|      | Gurnwandkopf      | Bayern          | 1691 m | 811 m        |
|      | Hochfelln         | Bayern          | 1674 m | 661 m        |
|      | Rauschberg        | Bayern          | 1671 m | 705 m        |
|      | Spitzstein        | Bayern/Tirol    | 1598 m | 853 m        |
|      | Müllnerberg       | Bayern          | 1373 m | 754 m        |

Der zwischen Inzell, Siegsdorf und Teisendorf gelegene Teisenberg ist mit 1333 m ü. NN der nördlichste Berg im deutschen Teil der Alpen.

## Hütten
| - Frasdorfer Hütte (1100 m, privat) - Hochfellnhaus (1674 m, privat, höchstes Gasthaus im Chiemgau) - Hochgernhaus (1510 m, privat) - Hochrieshütte (1570 m, DAV) - Klausenhütte (1510 m, privat) - Paul-Gruber-Haus (950 m, NFD) - Priener Hütte (1415 m, DAV) - Reichenhaller Haus (1750 m, DAV) - Riesenhütte (1345 m, DAV) | - Spitzsteinhaus (1265 m, DAV) - Steinplattenhaus (1375 m, privat) - Straubinger Haus (1600 m, DAV) - Taubenseehütte (1165 m, privat) - Traunsteiner Skihütte (1165 m, DAV) - Triesdorfer Hütte (1100 m, privat) - Unternbergalm (1350 m, privat) - Wandberghaus (1350 m, privat) - Zwieselalm (1390 m, privat) |

## Fern-/Weitwanderwege
Die Via Alpina, ein grenzüberschreitender Weitwanderweg mit fünf Teilwegen durch die ganzen Alpen, verläuft auch durch die Chiemgauer Alpen.
Der Violette Weg der Via Alpina verläuft mit sechs Etappen durch die Chiemgauer Alpen wie folgt:
- Etappe A45 verläuft von Unken im Saalachtal nach Ruhpolding
- Etappe A46 verläuft von Ruhpolding nach Marquartstein
- Etappe A47 verläuft von Marquartstein zur Kampenwand Bergstation
- Etappe A48 verläuft von der Kampenwand Bergstation zur Priener Hütte
- Etappe A49 verläuft von der Priener Hütte zum Spitzsteinhaus
- Etappe A50 verläuft vom Spitzsteinhaus nach Oberaudorf im Inntal